# Nomada errans
Nomada errans ist eine Biene aus der Familie der Apidae. 

## Merkmale
Die Bienen haben eine Körperlänge von 6 bis 7 Millimetern (Weibchen) bzw. 5 bis 7 Millimetern (Männchen). Der Kopf der Weibchen ist schwarz und hat eine rötliche Zeichnung. Der Thorax und der Hinterleib sind schwarz und haben weißgelbe Flecken. Die Beine sind rot. Das Labrum ist rötlich und hat hinter dem Vorderrand einen gezähnten Quergrat. Das Schildchen (Scutellum) hat einen weißgelben Fleck. Die Schienen (Tibien) der Hinterbeine haben am Ende drei bis vier kurze kleine Dornen. Die Männchen sehen den Weibchen ähnlich, ihre Beine sind jedoch dunkelgelb. Das dritte Fühlerglied ist nahezu gleich lang wie das vierte. Die mittleren Fühlerglieder sind gleich lang wie breit.

## Vorkommen und Lebensweise
Die Art ist in Süd- und mancherorts auch in Mitteleuropa und in England verbreitet. Die Tiere fliegen von Mitte Juni bis Mitte August. Die Art parasitiert Andrena nitidiuscula und vielleicht auch Andrena pallitarsis.

## Belege
Felix Amiet, M. Herrmann, A. Müller, R. Neumeyer: Fauna Helvetica 20: Apidae 5. Centre Suisse de Cartographie de la Faune, 2007, ISBN 978-2-88414-032-4.

## Weblink
- Nomada errans in der Roten Liste gefährdeter Arten der IUCN 2013.2. Eingestellt von: Smit, J., 2013. Abgerufen am 20. Februar  2014.